# Hemanthias
Hemanthias là một chi cá biển thuộc phân họ Anthiinae nằm trong họ Cá mú. Các loài trong chi này được tìm thấy ở Tây Đại Tây Dương và Đông Thái Bình Dương.

## Mô tả
Những loài trong chi Hemanthias chủ yếu có màu đỏ hồng hoặc hồng cam. Các vây có dải màu vàng. Chiều dài đo được của các mẫu vật nằm trong 40 – 50 cm.

## Loài
Trước đây, chi Hemanthias bao gồm 5 loài, nhưng 2 loài trong số đó đã được chuyển sang Baldwinella, một chi được hình thành vào năm 2012. Hiện có 3 loài trong chi Hemanthias, là:
- Hemanthias leptus (Longley, 1935)
- Hemanthias peruanus (Steindachner, 1875)
- Hemanthias signifer (Garman, 1899)